# 香港亂噏各集討論話題列表
香港亂噏為香港亞洲電視一個政治及時事模仿的高清自製節目，於2009年5月24日首播。節目是以台灣中天電視台受歡迎的綜藝節目《全民最大黨》及前身《全民大悶鍋》為藍本，在亞洲電視官方網站亦表明參考全民最大黨，其中節目內容亦十分相似。
本節目分為第一輯、第二輯與第三輯，隨着時間的過去，該列表已開始冗贅，因此分拆成條目《香港亂噏各集討論話題列表》，而本列表是亞洲電視節目《香港亂噏》的各集討論話題列表。

## 節目播映時段
由於節目原首播時段（本港台星期日晚上8:30至9:30）於2009年7月19日起將由亞洲星光大道接檔，原本只播八集（早期更只稱播五集），但是鄭偉強希望節目可以繼續播下去，於是由7月20日起將會調至星期一至五晚上10:00至10:30播出，會與無綫的電視劇正面對碰，討論環節由原來的錄影播出方式改為現場直播，並加插即時手語傳譯取代字幕。至於單元環節維持錄播，附設字幕。可是由於節目質素下降，令2009年9月上旬《香港亂噏》的收視跌至2點（約13萬觀眾），後來亞視高級副總裁鄭偉強承認本節目將會改回逢星期日播放一小時版《香港亂噏》，暫定10月開始。後來在《香港亂噏》位於Facebook的群組與2009年9月18日（第五十一集）的香港亂噏公佈將會在2009年10月11日星期日晚上10:30至11:30進入第三輯的香港亂噏，將改回錄播及重新讓觀眾參觀，加入在歡樂今宵合作演出的吳麗珠。並由2009年10月18日起在亞洲高清台同步播映，同時加入著名笑匠盧大偉。

## 各集討論話題
在每一集有一名做主持人（通常為林超榮、鄭啟泰或劉錫賢），討論最近發生的時事話題：

### 第一輯
由2009年5月24日至2009年7月12日：
| 集數 | 首播日期      | 討論話題（書面語翻譯） |
| 001  | 2009年5月24日 | 豬流感發球爆發 兩岸三地多人中招 應該問誰的責？                                                                                            |
| 002  | 2009年5月31日 | 最新一輪「派糖措施」炒冷飯，才爺話齋你有冇D好提議？ （最新一輪「派糖措施」炒冷飯，才爺說你有沒有好提議？）                                |
| 003  | 2009年6月7日  | 香港學生左調右調搞到行為失調，假如你是孫公又會怎樣調呢？ （香港學生左調右調被弄到行為失調，假如你是孫公又會怎樣調呢？）                   |
| 004  | 2009年6月14日 | 豬流感升到最高級別全港小學幼稚園話停就停，細路無學返你話好唔好？ （豬流感升級到最高級別全港小學幼稚園勒令停課，小孩不能上學你說好不好？） |
| 005  | 2009年6月21日 | 正身書院搬到梅窩搞到一殼眼淚，香港人係唔係唔理性？咁唔包容？ （正身書院搬到梅窩搞到一殼眼淚，香港人是不是不理性？這麼不包容？）           |
| 006  | 2009年6月28日 | 七一大遊行各有訴求；係又行，唔係又行，你會唔會行呢？ （七一大遊行各有訴求；無論如何也要示威，你會不會走出來？）                           |
| 007  | 2009年7月5日  | 政府授勳五大高官得獎實至名歸嗎？抑或太公分豬肉？？ （政府為五大高官授勳，真的實至名歸嗎？還是太公分豬肉？）                               |
| 008  | 2009年7月12日 | 白車三級制 先要答問題，再依靠電腦評級，究竟有利定有弊？ （救護車三級制，先回答問題，再依靠電腦評級，究竟有利還是有弊？）                  |

### 第二輯
由2009年7月20日至2009年9月18日：
| 集數 | 首播日期      | 討論話題（書面語翻譯） |
| 009  | 2009年7月20日 | 特區政府大執位，有人升官發財，有人興過辣雞，係咪自己人玩晒？ （特區政府人事調動，有人升官發財，有人被激到大怒，是否被自己人控制？）                                     |
| 010  | 2009年7月21日 | 政府打擊學生吸毒唔俾靚仔獨自返大陸係絕世好橋？定係絕世屎橋呢？ （政府打擊學生吸不讓年輕人獨自返大陸是棋高一著？還是棋差一著呢？）                                       |
| 011  | 2009年7月22日 | 書展係SELL姿色定SELL知識？香港人指指點點係想書展變成點？ （書展到底是賣姿色還是賣知識？香港人作出批評想書展變成怎樣？）                                                 |
| 012  | 2009年7月23日 | 雷慢苦主追足一年，銀行突然話6折回購咁神奇？背後有乜憬轟？ （雷慢苦主等待一年，銀行突然宣佈6折回購這樣奇怪？背後有什麼陰謀？）                                           |
| 013  | 2009年7月24日 | 樓股皆升，但失業率又升，發達容易搵食難。市民點算呢？ （樓股皆升，但失業率也上升，容易賺錢難就業。市民怎麼辨呢？）                                                       |
| 014  | 2009年7月27日 | 領匯瘋狂加租4倍，商戶嗌晒救命。究竟自由市場重要？定係商戶飯碗緊要呢？ （領匯瘋狂加租4倍，商戶都大喊救命。究竟自由市場重要？還是商戶生計要緊？）                         |
| 015  | 2009年7月28日 | 樓盤廣告誇張失實，真真假假混淆視聽，政府視而不見。市民大眾點分辨？ （樓盤廣告誇張失實，真真假假，混淆視聽，政府視而不見。市民大眾又如何分辨？）                         |
| 016  | 2009年7月29日 | 政府落力SELL環保，話用天然氣、換巴士，市民會長命一個月，係真唔係呀!! （政府致力推廣環保，說用天然氣、更換公共汽車，市民會長壽一個月，真有其事？）                       |
| 017  | 2009年7月30日 | 領匯租金越來越貴，公屋質素豪宅消費，雙方嘈喧巴閉，政府拆彈有乜妙計？ （領匯租金越來越昂貴，公屋質素豪宅消費，雙方爭論不休，政府有什麼好辦法來解決分歧？）               |
| 018  | 2009年7月31日 | 副局長政治助理，返工1年，無人識？無嘢做?? 無必要??? 三無高官???? （副局長政治助理，工作一年，沒有人認識？沒有工作做?? 沒有需要??? 三無高官????）                        |
| 019  | 2009年8月3日  | 通街假貨，日子點過？真真假假，隨時中招，點解假嘢越來越多？ （滿街都是假貨，日子怎樣過？真假不分，隨時中計，為什麼假貨越來越多？）                                       |
| 020  | 2009年8月4日  | 動漫節散水，靚模點算？港人受落，定係抗拒？ （動漫節結束，靚模日後生活如何？香港人受落，還是抗拒？）                                                                     |
| 021  | 2009年8月5日  | 會考放榜，少人歡喜多人愁，成績真係咁重要？ （會考放榜，少人歡喜多人愁，成績真的那麼重要？）                                                                             |
| 022  | 2009年8月6日  | 校本驗毒計劃唔強迫，邊有人去驗呢？政府又做SHOW？ （校本驗毒計劃不強迫實行，那有人去驗呢？政府又做戲？）                                                                 |
| 023  | 2009年8月7日  | 12歲學生賣K仔，濫藥問題未解決，政府冇晒府？ （12歲學生售賣氯胺酮，濫藥問題未解決，政府沒有辦法？）                                                                      |
| 024  | 2009年8月10日 | 摸著石頭過河，驗毒計劃不能拖，點解淨係學生哥？ （摸著石頭過河，驗毒計劃不能拖延，為什麼只是向學生驗毒呢？）                                                             |
| 025  | 2009年8月11日 | 驗毒侵犯私隱‧政府搞出大頭佛 拳拳點收科？ （驗毒侵犯私隱，政府弄出非常嚴重的問題，拳拳又會如何解決？）                                                                   |
| 026  | 2009年8月12日 | 校本驗毒，政府、專員、社工，三角演異！愈演愈烈！ （校本驗毒，政府、專員、社工，三者所演的角色各有不同，越演愈激烈！）                                                   |
| 027  | 2009年8月13日 | 網上交友，易墮騙局，陷阱咁多，點樣避得過？ （網上交友，容易墮入騙局，陷阱那麼多，要如何避免？）                                                                         |
| 暫停 | 2009年8月14日 | 因播映《把愛傳出去 – 88賑災募款晚會》，本節目會暫停播映一次。 |
| 暫停 | 2009年8月17日 | 因播映《8.8水災關愛行動》，本節目會暫停播映一次。 |
| 028  | 2009年8月18日 | 調錯B！打錯針！執錯屍！醫管局點做嘢？？？ （調錯嬰兒！打錯針！認錯屍體！醫管局怎辦事？？？）                                                                            |
| 029  | 2009年8月19日 | 生活質素新低 六大產業振經濟 究竟搞乜鬼? （生活素質創新低, 六大產業振興經濟, 究竟是什麼? )                                                                               |
| 030  | 2009年8月20日 | 香港失業情況嚇親人, 4個靚仔, 1個冇嘢撈, 政府可以做乜嘢? （香港失業情況令人驚呀, 四個青年人, 一個失業, 政府可以做什麼? )                                                 |
| 031  | 2009年8月21日 | 台灣高官犯錯 鞠躬、認錯、返屋企。香港高官犯錯 死撐、唔認、仲賴死。 （台灣高官犯錯 鞠躬道歉、承認錯誤、辭職回家。 香港高官犯錯 死雞撐飯蓋、不肯承認錯誤、還賴死不離職。) |
| 032  | 2009年8月24日 | 高級公務員減薪$$$$、為減雞碎咁多、引發社會內訌、值唔值呀？ （高級公務員減薪、減薪幅度小、引發社會內訌，值不值得？ )                                                     |
| 033  | 2009年8月25日 | 古有烽火戲諸候，今有聖火起紛爭，東亞運未開波、先甩拖？ （古有烽火戲諸候，今有聖火起紛爭，東亞運未開始，已經出現風波？）                                                 |
| 034  | 2009年8月26日 | 醫療事故頻發生、BB打錯過期針、點解可以咁唔小心? （醫療事故頻發生、嬰兒注射過期針、為什麼會疏忽？）                                                                      |
| 035  | 2009年8月27日 | 雷慢、經濟未搞掂、任總鬆人咬長糧、條數點計先？ （雷慢事件、經濟問題尚未解決、任總離職並享用長糧、這筆帳如何算清？）                                                     |
| 036  | 2009年8月28日 | 疫苗暗藏副作用、打完隨時會癱瘓、究竟想救人定害人呀？ （疫苗暗藏副作用、注射後隨時會癱瘓、究竟想拯救別人抑或是毒害別人？）                                               |
| 037  | 2009年8月31日 | 疫情即將失控, 開學面臨大考驗, 政府準備夠唔夠? （ 疫情即將失控, 開學面臨大考驗, 政府的準備足夠嗎? )                                                                      |
| 038  | 2009年9月1日  | 今年開學麻煩多, 十大問題, 家長、學生、老師點拆招? （ 今年開學麻煩多, 十大問題, 家長、學生、老師如何解決問題? )                                                          |
| 039  | 2009年9月2日  | 爆水管搞控煙揭露政府部門山頭主義。點解咁唔協調？ （爆水管執行控煙揭露政府部門山頭主義。為何一點也不協調？）                                                             |
| 040  | 2009年9月3日  | 政策又獻新猷，凌晨兩點後唔俾賣酒，唔通要返屋企早抖？ （政策又獻新猷，凌晨二時之後不得賣酒，難道要回家早點休息？）                                                       |
| 041  | 2009年9月4日  | 校園驗毒小冊子教家長驗毒一味靠估，點解咁荒謬？ （校園驗毒小冊子教家長驗毒純粹猜測，為何這麼荒謬？）                                                                     |
| 042  | 2009年9月7日  | 十萬火急無白車, 人肉白車頂硬上, 調派混亂定資源不足呀? （十萬火急沒有救護車，人肉救護車頂替，調派混亂還是資源不足？）                                                    |
| 043  | 2009年9月8日  | 經濟出現曙光？才爺有先見之明？定係開心得太早呢? （經濟出現曙光？才爺有先見之明？還是過早高興？）                                                                        |
| 044  | 2009年9月9日  | 領匯拖房委會千萬又瘋狂加租，擺明搵市民笨。 （領匯拖房委會千萬又瘋狂加租，光明正大與玩殘市民？）                                                                         |
| 045  | 2009年9月10日 | 香港無能，也都輸俾人，到底係咩嘢原因？ （香港無能，任何事都輸給人家，到底有什麼原因？）                                                                                 |
| 046  | 2009年9月11日 | 台灣內閣話辭就辭；香港議員又話總辭。究竟講到幾時？ （台灣內閣稱辭就辭；香港議員又稱總辭。究竟要說到何時）                                                               |
| 047  | 2009年9月14日 | 自殺求助電話創新高，香港人為也咁唔開心呢？ （自殺求助電話創新高，香港人為何這麼不開心？）                                                                               |
| 048  | 2009年9月15日 | 金融海嘯一周年，大家從中得到也嘢教訓？ （金融海嘯一周年，大家從中得到什麼教訓）                                                                                         |
| 049  | 2009年9月16日 | 19萬戶家庭月入低於$3,700，政府越扶越貧。 |
| 050  | 2009年9月17日 | 纖體陷阱多，減唔到肥一肚氣，問你仲減唔減？ （纖體很多陷阱，減不到就一股氣，你還減不減？）                                                                               |
| 051  | 2009年9月18日 | 香港咁多人亂噏，係咪政府做錯D也 （香港有很多人胡說，是不是政府做錯一些事？）                                                                                            |

### 第三輯
由2009年10月11日開始：
| 集數             | 首播日期       | 討論話題（書面語翻譯） |
| 2009年播映的集數 |                | |
| 052              | 2009年10月11日 | 議員、藝人，行為不檢，對社會造成負面影響，應該點處理？ （議員、藝人，行為不檢，對社會造成負面影響，應該如何處理？）                 |
| 053              | 2009年10月18日 | C政報告冇料到？四大支柱、六大產業，群策可以創新天？ （C政報告沒有喜訊？四大支柱、六大產業，群策可以創新天？）                       |
| 054              | 2009年10月25日 | 凸首攪環保，無諮詢離晒譜。慳電膽益老襯又搵老襯？ （凸首推行環保，沒有諮詢太過份。節能燈幫自己人又害自己人？）                       |
| 暫停             | 2009年11月1日  | 本港台：因播映演唱會（升呢演唱會 : 扮嘢天王鄭少秋），本節目會暫停播映一次。 亞洲高清台：因播映《圓月彎刀》，本節目會暫停播映一次。  |
| 055              | 2009年11月8日  | 香港腹背受敵，特首又唔長進，唔通就咁玩完？ （香港腹背受敵，特首不長進，難道就此完蛋？）                                             |
| 056              | 2009年11月15日 | 高官走得快好世界，鐵飯碗好難哽，對住拳拳好火滾？ （高官盡早離場享受世界，鐵飯碗很難吃，面對拳拳火上加油？）                         |
| 057              | 2009年11月22日 | 政改諮詢反應冷淡，天寒地凍寧願打邊爐。天氣冷D定香港人冷D？ （政改諮詢反應冷淡，天寒地凍寧願吃火鍋。天氣較為寒冷還是香港人較冷淡？） |
| 058              | 2009年11月29日 | 五區總辭耷迫力~民煮派互相攻擊愈罵越激，究竟仲辭唔辭職？ （五區總辭急煞停，民煮派互相攻擊愈罵越激，到底還辭不辭職？）                |

## 收視
以下為該節目於亞洲電視首播之收視紀錄：

### 第一輯
| 週次 | 日期    | 平均收視 |
| ---- | ------- | -------- |
| 1    | 5月24日 | 5點      |
| 2    | 5月31日 | 4點      |
| 3    | 6月7日  | 4點      |
| 4    | 6月14日 | 5點      |
| 5    | 6月21日 | 6點      |
| 6    | 6月28日 | 6點      |
| 7    | 7月5日  | 4點      |
| 8    | 7月12日 | 5點      |

### 第二輯
| 週次 | 日期            | 平均收視 |
| ---- | --------------- | -------- |
| 9    | 7月20日-7月24日 | 4點      |
| 10   | 7月27日-7月31日 | 4點      |
| 11   | 8月3日-8月7日   | 4點      |
| 11   | 8月10日-8月13日 | 3點      |
| 12   | 8月18日-8月21日 | 3點      |
| 13   | 8月24日-8月28日 | 2點      |
| 14   | 8月31日-9月4日  | 2點      |
| 15   | 9月7日-9月11日  | 2點      |
| 16   | 9月14日-9月18日 | 3點      |

### 第三輯
| 週次 | 日期     | 平均收視 |
| ---- | -------- | -------- |
| 17   | 10月11日 | 3點      |
| 18   | 10月18日 | 3點      |
| 19   | 10月25日 | 3點      |
| 20   | 11月8日  | 3點      |
| 21   | 11月15日 | 3點      |
| 22   | 11月22日 | 3點      |
| 23   | 11月29日 | 3點      |

資料來源：CSM媒體研究

## 外部連結
- 亞視《香港亂噏》官網
- 亞洲電視(官方)Youtube版重播 （页面存档备份，存于）（已經停止使用）
- 亞視《香港亂噏》(官方)重播
- 香港網絡大典—《香港亂噏》條目
- 全球首個《香港亂噏》facebook群組